# Южноафриканский дикобраз
Южноафриканский дикобраз (лат. Hystrix africaeaustralis) — животное семейства Дикобразовые (Hystricidae).

## Описание
Длина тела от 63 до 80,5 см, длина хвоста от 10,5 до 13 см. Взрослые особи весят 10—24,1 кг.
Это самый крупный грызун Африки. Средняя масса тела несколько отличается в зависимости от области проживания, а также масса самок несколько больше. Характерным признаком этого вида является белая средняя линия вдоль крупа. Это животное с крепкими, относительно, короткими ногами и коротким, хорошо скрытым, хвостом. Голова округлая с серовато-коричневый щетиной на морде и толстыми, подвижными вибриссами. Глаза маленькие, расположены далеко назад на голове, уши незаметны, по форме напоминают человеческие. Тело покрыто щетинистыми волосами, длинными колючками длиной до 50 см, толстыми оборонительными иглами длиной до 30 см, и сплющенными щетинистыми волосками. На хвосте пучок сильно изменённых, полых игл.

## Распространение
Распространён в Южной Африке (Ботсвана, Бурунди, Конго, Кении, Лесото, Малави, Мозамбик, Намибия, Руанда, Южная Африка, Свазиленд, Танзания, Уганда, Замбия, Зимбабве). Живет в большинстве типов растительного покрова, характерных для Южной Африки, отсутствует только в лесах. Диапазон по высоте от уровня моря до 2000 м над уровнем моря.

## Образ жизни
Южноафриканский дикобраз ведёт ночной, наземный и одиночный образ жизни, но иногда может жить группами по 2—3 особи. Днём находит убежище в расщелинах, пещерах, брошенных норах, которое изменяет в соответствии с собственными потребностями, но может и сам рыть норы. Этот вид является моногамным и группы формируются из взрослой пары, из взрослой пары и их потомства, с взрослого самца и молодых особей. Вегетарианец, питается корнями, клубнями, луковицами, опавшими фруктами, разнообразными растениями, листьями, иногда грызёт кору деревьев.

## Размножение
Половая зрелость достигается в течение второго года жизни для самок и в возрасте от 8 до 18 месяцев для самцов. Самцы и самки репродуктивно активны в течение всего года. Средняя продолжительность беременности — 94 дней. Самки рождают в среднем один раз в год с интервалом между двумя последовательными приплодами 385 дней. Рождается от одного до трёх детёнышей: в 58,8 % случаев — один, в 32,1 % — два, остальное приходится на тройню. Масса новорождённых варьируется от 300 до 440 г (около 2,1 % от среднего значения массы самки). Новорождённые не отличаются по массе в зависимости от пола. Спинной иглы мягкие и заострённые при рождении. Средняя продолжительность лактации у 9 самок составила 101 сутки. Продолжительность жизни около 10 лет в дикой природе и до 20 лет в неволе. Популяция вида увеличивается медленно, как из-за небольшого размера приплода, так и из-за длительного периода беременности, но их долгожительство и уход за молодыми особями позволяют держать нужную численность популяции.